# 101ストリングス・オーケストラ
101ストリングス・オーケストラ(101 Strings Orchestra)は、101本の弦楽器を中心に打楽器・管弦楽あわせて約140名におよぶ大編成オーケストラ。略称、101 Strings。

## 概要
レコーディングのためのオーケストラとして1957年にドイツのハンブルクで結成され、1964年からイギリスのロンドンに本拠地を移す。1978年のレコーディングを最後に長らく活動を休止していたが、1998年発売の「TITANIC -HIGHLIGHTS-」で活動再開。管弦楽セクションにはロンドン交響楽団・ロンドン・フィルハーモニー管弦楽団・ハンブルク交響楽団ほかヨーロッパの一流オーケストラのコンサートマスターたちが多数参加している。一般向けのコンサートは一切行わず、レコーディング活動に徹している。

## おもなヒット曲
- トゥナイト
- モア
- シャル・ウィ・ダンス
- 星に願いを
- エーデルワイス

ほか、映画音楽・ジャズなどの編曲多数。